# Osu!
osu!는 오스트레일리아의 프로그래머인 Peppy가 개발한 리듬 게임이다. 주로 닌텐도의 응원단 시리즈의 영감을 받아 그 방식을 본따서 만들어진 게임이다. 주로 온라인 혹은 오프라인으로 플레이가 가능하며, 곡은 설치 시 같이 들어있거나 직접 다운받아서 파일을 폴더에 넣어서 플레이를 할 수 있다. iOS은 'osu!stream'이름으로 출시되었고, macOS은 와인을 같이 설치해야 플레이가 가능하다. 다만, macOS은 와인으로는 임시방편이고, 사용에 문제점이 많은데다가 업데이트를 잘 안하기 때문에 문제점이 있다. 2017년 5월 13일 기준으로 전 세계 플레이어가 1000만명을 돌파하였으며, 동접자는 1만 3천명으로 추산된다.
비트맵을 유저가 만들어서 업로드 한다는 특성 상, 저작권 적인 문제로 많은 비판을 받고 있다. DMCA 요청을 수용하긴 한다.
주로, 이 게임은 C#, .NET Framework로 작성하여 만들었다. 그런데 개발자인 딘 허버트(peppy)가 2016년 8월 28일에 MIT 라이센스를 사용하여 오픈 소스화 시켰고(단, 게임 일부 자산은 CC BY-NC 4.0 크리에이티브 커먼즈 라이선스 사용), 소스 코드는 Github에서 공개하였다.

## 게임 모드 & 방법

### osu! Standard
osu!는 화면에 나오는 원 모양의 노트와 그 원을 둘러 쌓아 점차적으로 작아지는 바깥의 판정선이 서로 일치 할 때 마우스 커서를 원 위에 올려놓고 클릭하거나 키보드 버튼을 눌러 점수를 얻는 게임이다. 노트를 치는 타이밍에 따라 300, 100, 50, Miss의 4단계로 판정이 나뉘는데, 미스를 내지 않고 연속해서 노트를 치는 경우 콤보가 생기며, 콤보는 노트를 칠 때 얻는 스코어와 비례하여 고득점을 얻을 수 있다. 게임 상단에는 라이프 게이지가 있는데, 시작할 때는 전부 채워져 있으나, 시간이 지나면 점점 감소하고 미스 판정을 받을 경우에는 라이프 게이지가 많이 소멸한다. 하지만 노트를 쳐내거나 스피너를 회전시키거나 슬라이더 포인트에 서클 볼이 왔을 때 라이프 게이지는 증가한다. 라이프 게이지가 0이 될 경우 게임오버가 된다. 激이나 喝을 얻으면 획득 점수는 앞과 동일하지만 게이지가 조금 더 많이 오른다.
노트는 히트 서클과 슬라이더, 스피너 세 가지로 구성 된다. 히트 서클은 단순히 하나의 원으로만 되어있는 노트로 가장 일반적인 노트다. 슬라이더는 두 개의 히트 서클이 직선 혹은 곡선 등의 다양한 종류로 선으로 연결된 노트인데, 타 리듬게임의 롱노트와 비슷한 역할을 한다고 볼 수 있다. 시작 지점의 히트 서클을 치면 공 모양의 포인터가 생성되어 연결된 선을 따라 나머지 원으로 이동한다. 이 때 마우스 커서를 공에 따라 끝 지점의 히트 서클까지 누르고 있는 채로 정확히 움직이면 높은 판정을 얻을 수 있다. 시작지점의 히트서클을 누를 때의 타이밍은 슬라이더의 판정에 영향을 주지 않는다. 또한 끝 지점 서클 안에 화살표가 있을 때는 한 번 끝 지점까지 이동한 후 다시 시작 지점으로 거슬러 올라가야 한다. 슬라이더의 콤보 수는 슬라이더 포인트의 개수에 따라 다르다. 슬라이더 포인트를 한 개 처리할 때마다 10점이, 화살표를 한 개 처리할 때마다 30점이 부여된다. 하나라도 놓치면 콤보가 끊긴다.
스피너는 화면 전체를 차지하는 노트로, 마우스나 키보드 버튼을 누른 상태로 커서를 시계 방향 혹은 반시계 방향으로 원을 그리며 판정선이 중심에 닿기 전까지 정해진 만큼 회전시켜야 한다. 스피너 양 옆에는 스피너 미터가 존재하여 이 미터가 가득 찰 때까지 회전시키며 판정선이 중심에 닿게되면 300의 점수를 받을 수 있다. 미터가 가득 차 있을 때 판정선이 닿기 전까지 계속해서 회전시키면 추가 점수를 얻을 수 있다.

### Taiko
osu!의 모드 중 하나인 Taiko(문화어: 태고)는 화면 우측에서 좌측으로 가로질러 오는 노트에 해당되는 버튼을 눌러 점수를 얻는 게임이다.
키: 북의 테두리와 중앙을 각각 2부분으로 나눈 4개의 키. (기본키의 경우 중앙은 xc 테두리는 zv이다.)
게임 방법: 가로로 흐르는 노트를 리듬에 맞춰 치면 된다. 노트의 종류로는 작은크기와 큰 크기의 일반노트 , 뎅뎅노트 , 연타노트가 있다.
- 일반노트: 게임의 기본이 되는 노트이다. 색에 맞춰서 적색이면 북 중앙의 2키중 한개를, 청색이면 북 테두리의 2키중 한개를 누르면 된다. 커다란 노트의 경우 반드시 그 색에 해당하는 부분의 2개 키를 모두 눌러야 완전한 점수를 얻을 수 있다.

- 뎅뎅노트: 소고 모양의 노트. 가운데의 남은 타수가 0이 될때까지 북의 중앙과 테두리에 해당하는 키를 번갈아서 누르면 된다. 완벽하게 처리하였을시 큰 노트를 완벽하게 처리했을때의 점수를 받을 수 있다.

- 연타노트: 길다란 모양의 노트. 일반노트와 같이 작은 크기와 큰 크기가 있으며 타이밍(노트 내부에 흰색 점으로 표시되어 있음)에 맞춰 4개의 키중 아무거나 누르면 된다. 한번 칠때마다 작은 크기의 경우 300점, 큰 크기의 경우는 720점을 얻는다.

판정에는 良,可,不可가 있고 이는 각각 osu! Standard의 300, 100, Miss에 해당한다.
화면 상단의 노르마를 1/2이상 채운 채(노트를 치면 증가하고 Miss를 내면 감소함)로 곡을 마치면 클리어 처리된다.
일본의 태고의 달인을 기초로 삼은 게임이다.

### Catch The Beat
osu!의 스페셜 모드인 Catch The Beat (CTB) (문화어: 과일 받기)는 화면 위에서 아래로 떨어지는 노트인 과일을 캐처(Catcher)를 이동시켜 받아내는 방식이다. 과일을 받아내느냐 놓치느냐에 따라 히트와 미스 두 가지 판정이 있다. 좌측 ⇧ Shift 키 또는 마우스 클릭과 함께 ←, → 키를 눌러 움직이면 캐릭터를 빠르게 움직일 수 있다.
노트는 큰 과일과 슬라이더, 스피너 세 가지가 있다. 큰 과일은 일반적인 노트이고, 슬라이더의 선은 조그만 과일과 씨앗으로 구현되어 나오는데, 조그만 과일은 콤보수에 들어가며 씨앗은 콤보에는 들어가지 않지만 정확도에는 들어간다. 스피너는 바나나가 떨어지게 되는데, 이를 최대한 많이 받으면 된다. 얼핏보면 무작위로 떨어지는 것처럼 보일 수 있으나, 정확한 패턴들이 각 맵에 할당되어 고정된다. 이 패턴은 수도 없이 많으며 계속 만들어진다는 가설도 있으며, 또 엄청난 빈도의 패턴과 다른맵에선 전혀 보이지 않는 패턴으로 완전히 나뉘기 때문에 일정한 패턴은 몇개만 정해져 있고, 그 이상은 랜덤으로 정해진다 라는 가설도 있다. 하지만 둘다 확실하지 않으며 Osu!측의 공식적 발표도 없다.
이 때문에 다른 패턴보다 빈도가 많은 패턴의 루트를 외우고 다니는 유저들이 많다. 스피너는 콤보에는 아무 영향을 주지 않는다.
또한 하이퍼 대쉬는 간격이 과일 사이의 간격이 너무 떨어져서 대쉬를 사용해도 받을 수 없는 과일을 받을 경우 캐쳐가 순간적으로 가속도를 얻게 되어 다음 과일을 받을 수 있도록 해주는 기능이다. 하이퍼 대쉬가 적용되는 과일은 붉은색의 테두리가 되어 있으며, 이 과일을 받을시 순간적으로 빠른 가속도를 얻게 된다.
Ez2DJ/AC 시리즈의 EZ2CATCH를 표절하여 만들었다.

### osu!mania
osu!의 스페셜 모드인 osu! mania는 일반적인 건반게임과 같이 위에서 아래로 떨어지는 노트가 판정선에 닿았을 때 해당하는 키를 눌러 노트를 처리하는 방식이다. 무지개 색 300, 노란색 300, 200, 100, 50, 그리고 miss판정이 있다. 모든 노트의 판정이 300이상이면 정확도 100%가 나오고, 200이하의 판정이 나오면, 나온만큼 정확도가 깎이게 된다. 모든 노트의 판정이 무지개색 300이면 osu!mania의 최대점수 1,000,000점을 받을 수 있고, 더 높은 점수를 받는 것은 불가능하다. 노트가 내려오는 속도 조절은 F3(빠르게), F4(느리게)를 눌러 조절할 수 있다. 노래를 시작하지 않은 상태에서는 CTRL +/-로 속도를 조정 할 수 있다.

## 모드
osu!에는 다양한 모드가 존재한다. 어떤 모드는 게임의 난이도를 줄여주는 반면 급격하게 올리는 것도 존재한다. 게임의 난이도를 올리는 모드는 가산점을 준다. 여러 가지 모드를 한꺼번에 사용할 수도 있으나 일부는 중첩사용이 불가능하다.

### 난이도 하향 모드
- Easy(약어:EZ): 전반적인 난이도를 낮춘다. (사용하지 않았을 때의 점수의 반만 인정됨) (단축키: Q)
  - 서클이 커진다: Standard(CTB)에서는 서클(과일)의 크기가 커지며, Taiko와 Mania는 해당 사항이 없다.
  - 게이지 증감속도 변화: 더 빨리 오르며(모든 모드), 천천히 감소한다(Standard,CTB).
  - 노트 노출시간 변화: 어프로치 서클이 천천히 작아지며(Standard), 노트가 천천히 다가온다(나머지).
  - 스핀 난이도 변화: 보다 적은 스핀으로 미터를 채울 수 있으며(Standard), 뎅뎅노트의 필요 타수가 줄어든다(Taiko).
  - 게이지가 바닥날 경우 2번까지 추가 기회를 준다(태고 제외).
- No-Fail(NF): 페일이 절대로 나지 않는다. (점수는 반만 인정됨) (단축키: W)
  - Standard, CTB, Mania: 게이지가 바닥나도 페일 처리되지 않는다.
  - Taiko: 노르마를 반 이상 채우지 못한 채로 곡이 끝나도 클리어 처리된다.
- HalfTime(HT): 음악의 속도가 25% 느려진다. (점수는 30%만 인정됨) (단축키: E)

### 난이도 상향 모드
- HardRock(HR): 전반적인 난이도를 높인다. (Standard와 Taiko에서는 6%, CTB에서는 12%의 가산점 부여) (단축키: A)
  - 서클이 작아진다: Standard(CTB)에서는 서클(과일)의 크기가 작아지며, Taiko와 Mania는 해당 사항이 없다.
  - 게이지 증감속도 변화: 많이 오르지 않으며(모든 모드), 빠르게 감소한다(Standard,CTB).
  - 노트 노출시간 변화: 어프로치 서클이 빠르게 작아지며(Standard), 노트가 빠르게 다가온다(나머지).
  - 스핀 난이도 변화: 스핀을 더 많이 돌려야 미터를 채울 수 있으며(Standard), 뎅뎅노트의 필요 타수가 늘어난다(Taiko).
  - 노트의 위치 변화: 상하 대칭(Standard), 랜덤으로 조금씩 위치가 변한다(CTB).
- SuddenDeath(SD): 아래 중에 하나라도 해당되면 무조건 페일 처리된다. (단축키: S)
  - Standard: 서클 Miss, 슬라이더 시작 Miss, 슬라이더 포인트 Miss, 스피너 미터 부족. 슬라이더의 끝점만 놓치는 건 상관없다.
  - Taiko: 히트 Miss. 연타/뎅뎅 미스는 상관없다.
  - CTB: 과일이나 큰 씨앗을 하나라도 놓칠 경우. 스핀 Miss는 상관없다.
  - Mania: 노트 Miss. 롱노트가 중간에 끊겨도 Miss 처리된다.
- Perfect(PF): 아래 중에 하나라도 해당되면 무조건 페일 처리된다. (단축키: S 2번)
  - Standard: 서클 100/50/Miss, 슬라이더 시작 Miss, 슬라이더 포인트 Miss, 스피너 미터 부족. 슬라이더의 끝점을 놓쳐도 페일 처리된다.
  - Taiko: 히트 100/Miss. 연타/뎅뎅 Miss는 상관없다.
  - CTB: 과일이든 씨앗이든 하나라도 놓칠 경우. 스핀 Miss는 상관없다.
  - Mania: 하나라도 무지개 300이나 노랑 300이 아닌 점수를 얻은 경우.
- DoubleTime(DT): 음악의 속도가 50% 빨라진다. (Standard와 Taiko에서는 12%, CTB에서는 6%의 가산점 부여) (단축키: D)
- Nightcore(NC): 음악의 속도가 50% 빨라짐과 동시에 템포 필터가 적용되지 않아 음악의 키가 높아진다. (가산점은 DT와 동일) (단축키: D 2번)
- Hidden(HD): 노트의 일부 또는 전부가 중간에 화면에서 사라진다. (Standard, Taiko, CTB에서 6%의 가산점 부여) (단축키: F)
  - Standard: 어프로치 서클이 없어져 타이밍을 외우거나 예측해야 한다. 히트서클이 화면에서는 사라지나, 타이밍에 맞춰 서클이 있었던 자리를 쳐야 한다. 슬라이더는 길을 알아야 하기 때문에 어프로치 서클과 시작점의 숫자만 사라진다.[3]
  - Taiko: 노트가 중간에 사라지나, 타이밍에 맞춰 노트가 타점에 올 타이밍에 맞춰 쳐야 한다.
  - CTB(Mania): 과일(노트)이 중간에 사라지나, 실질적으로는 계속 같은 자리로 떨어지고 있다.
- Flashlight(FL): 화면의 일부만 보여준다. 암흑에서 손전등을 켠 듯하여 이름이 Flashlight이다. 100콤보마다 보여지는 영역이 좁아진다. (Standard에서 12%의 가산점 부여) (단축키: G)
  - Standard: 마우스 커서 반경만 보여준다.
  - Taiko: 타점 반경만 보여준다.
  - CTB: 캐쳐 반경만 보여준다.
  - Mania: 타선에서 조금 위쪽만 보여준다.
- Fade-in(FI): Mania 전용 모드. 노트가 중간에 사라지는 HD와는 달리, 노트가 처음엔 보이지 않다가 중간부터 보인다.

### 특수 모드
- Relax: 좀더 여유롭게 플레이가 가능하다. (점수 불인정) (단축키: Z)
  - Standard: 클릭 없이 마우스 이동만 해주면 된다.
  - Taiko: 동과 캇의 구분이 없어진다. 연타노트는 포인트를 무시해도 되며, 뎅뎅노트 역시 4개 키를 순서 상관없이 연타하면 된다.
  - CTB: 캐쳐를 마우스 이동으로 조종한다.
  - Mania에는 이 모드가 없다.
- AutoPilot: Standard 전용 모드. 마우스 이동 없이 클릭만 해주면 된다. (점수 불인정) (단축키: X)
- Spun-Out: Standard 전용 모드. 스피너를 돌리지 않아도 자동으로 돌아간다. (점수는 90%만 인정) (단축키: C)
- Auto: 컴퓨터가 자동으로 플레이하는 모습을 볼 수 있다. (단축키: V)(또는 Ctrl+A)
- Cinema: 컴퓨터가 자동으로 연주하는 건 Auto 모드와 같으나, 모든 노트가 보이지 않고 영상만 재생된다. 영상이 없을경우 배경사진만 보여진다. (단축키: V 2번)
- Score V2: 모드를 사용하지 않았을 때의 최대 점수가 1,000,000이 된다. 또한 HardRock에 1.1배, DoubleTime에 1.2배의 점수가 붙는다. (점수 불인정)
- nK: Mania 전용 모드. 맵별로 키의 수가 정해져 있는데, 이를 강제로 변환한다. 1K부터 10K까지 설정 가능했으나, 현재는 10K의 설정이 불가능하다. (키의 수에 따라 점수 차등 인정)
- Random(RD): Mania 전용 모드. 노트의 위치가 무작위로 변한다. 타이밍은 변하지 않는다.

### 중첩사용이 불가능한 모드들
- Easy - HardRock
- No-Fail - SuddenDeath/Perfect
- HalfTime - DoubleTime/Nightcore
- Relax - Autopilot (Standard만 해당)
- No-Fail/SuddenDeath/Spun-Out - Relax/Autopilot/Auto/Cinema
- Hidden/Fade-In - Flashlight (Mania만 해당)

## 비트맵
하나의 히트 서클을 비트(beat)라고 말한다. 곧 노래의 한 박자를 의미하며, 비트맵이란 말은 결국 이러한 서클들의 배치가 모두 그려진 지도를 뜻한다.
osu!의 게임 플레이를 위한 모든 데이터를 포함하고 있으며 확장자는 *.osu의 형식을 가지고 있다.
사용자의 손으로 직접 자신이 원하는 곡을 골라 프로그램 안에 내장되어 있는 에디터 모드에 들어가 제작할 수 있으며, 만든 맵을 홈페이지에 업로드 한 뒤 모더(Moderator)가 체크를 한다. 모더는 비트맵이 바람직한 방향으로 제작될 수 있도록 피드백을 내어 봉사하는 사람들을 일컫는다. 누구나 맵 제작자가 될 수 있듯, 누구나 모더가 될 수 있다. 처음 제출된 맵은 Pending으로 취급되고, 일정 조건을 만족시키면 승인되게 된다.
승인은 두 가지 방식이 있는데, Ranked가 일반적이다. Ranked 된 곡은 자동으로 곡 안에서의 사용자 순위를 제공하며, osu! 플레이어들은 랭크된 맵을 플레이했을 때, 개인의 총 순위에 반영되는 랭크 스코어를 얻을 수 있게 된다. 또한, 정확도나 플레이 횟수 등 개인의 전적에 반영된다. 랭크된 곡이 많을수록 업로드한 플레이어에게 혜택이 주어진다.
일부 플레이 시간이 길거나(6분 이상) 난이도 수가 적은 이유로 (과거에는 과도한 스코어를 가지는 것도 해당됐다) Ranked가 곤란한 비트맵은 Approved로 승인을 받게 된다. 다른 요소는 Ranked와 같다.

### 비트맵 팩
비트맵 팩은 osu 홈페이지에 업로드되어 있는 Ranked, Approved된 곡의 일부를 한꺼번에 모아서 다운로드할 수 있게 해주는 서비스로, 한번에 곡의 다운로드 횟수를 제한하는 osu 공식 홈페이지에서의 다운로드에 제한이 왔을 때 더욱 편하게 이용할 수 있게 해 준다. 팩에 수록된 곡이 무엇이 있는지 알 수 있다.

## 스킨
인터페이스를 변경할 수 있는 파일. 읽기 불편한 기본 스킨을 대체하여 플레이가 편해질 수 있게 한다. .osk의 확장자를 가지고 있다.

## 멀티 플레이
온라인 상의 유저들과 서로 돕거나 겨루며 게임을 즐길 수 있는 모드이다. 최소 2명, 최대 16명까지 한 방에 수용이 가능하며,방에 비밀번호를 걸 수도 있다.

### 멀티방에서 사용할 수 있는 모드
개인전인 Head to Head, 하나의 비트맵을 구간별로 나누어 서로 번갈아가며 플레이하는 Tag coop, 팀전인 Team VS, Tag coop을 팀을 갈라 플레이하여 승패를 겨루는 Tag Team VS가 있으며, 승리 조건으로는 점수로 판가름 하는 Score와 정확도로 판가름하는 Accuracy, 최대 콤보로 판가름하는 Combo가 있다.

## 지원
osu!에는 별도의 지원요소가 있다. 결제를 해서 osu!를 지원 할 수 있다. 결제 방법에는 신용카드와 체크카드(해외결제가 되어야한다.)외 틴캐쉬, 휴대폰 소액결제로도 결제가 가능하다.
osu! 지원자는 짧게는 1개월부터 길게는 2년까지 지원 할 수 있다. 그리고 긴기간을 한번에 결제하면 할인이 적용된다. osu! 지원자(이하 서포터)가되면 여러 가지 해택이 따라오는데,
1. Osu! Direct기능을 사용할 수 있다.
2. 프로필의 국기 아래에 osu! supporter가 출력된다.
3. 서포터가 되면 닉네임을 일 회 변경이 가능하다.
4. 채팅상에서 나의 닉네임이 노란색이 된다. 리플레이에도 노란색으로 출력된다.

## 같이 보기
- OSU! WorldCup
- Osu! Catch the Beat World Cup